# Rheiformes
Rheiformes es un orden de aves paleognatas que actualmente solo tiene dos especies y un único género viviente: Rhea. Sus miembros actuales son denominados comúnmente ñandúes.

## Taxonomía
Orden Rheiformes (Forbes, 1884) Furbringer, 1888 [Rheimorphae Bonaparte, 1849; Rheae Forbes 1884]
- Familia †Opisthodactylidae Ameghino, 1895
  - Género ?†Diogenornis de Alvarenga, 1983
    - †Diogenornis fragilis de Alvarenga, 1983 (Paleoceno tardío) – posiblemente pertenezca a Casuariiformes.[2]

  - Género †Opisthodactylus Ameghino, 1895 (Mioceno) – reido?
    - †O. patagonicus Ameghino, 1895
    - †O. horacioperezi Agnolin & Chafrat, 2015
- Familia Rheidae (Bonaparte 1849) Bonaparte, 1853 [Rheinae Bonaparte, 1849]
  - Género †Heterorhea Rovereto, 1914
    - †Heterorhea dabbenei Rovereto, 1914 (Plioceno)

  - Género †Hinasuri Tambussi, 1995
    - †Hinasuri nehuensis Tambussi, 1995

  - Género Rhea Brisson, 1760 [Rhea Moehring, 1758 nomen dubium; Pterocnemia Gray, 1870; Toujou Lacépède, 1801; Tujus Rafinesque, 1815]